# Truyền thông doanh nghiệp
Truyền thông doanh nghiệp hay truyền thông nội bộ là tổng hợp các hoạt động liên quan đến việc quản lý và sắp đặt, bố trí tất cả các công việc truyền thông đối nội và đối ngoại nhằm mục đích tạo ra quan điểm đồng thuận giữa các cổ đông, các bên liên quan trong công ty. Mở rộng ra, đó là những thông điệp được các tổ chức đoàn thể, hội đồng, các viện đưa tới những đối tượng như đội ngũ công nhân viên, phương tiện truyền thông, các kênh đối tác và toàn thể công chúng. Các tổ chức nhắm tới mục đích truyền đạt cùng một thông điệp tới tất cả các bên liên quan của họ, nhằm truyền tải sự gắn kết, tín nhiệm và những nguyên tắc đối nhân xử thế.